# 33-й центральний науково-дослідний випробувальний інститут МО РФ
33-й Центральний науково-дослідний випробувальний інститут (33 ЦНДВІ) (33 ЦНИИИ МО РФ) — провідна науково-дослідна організація з розробки та випробування хімічної зброї в СРСР та Росії. 
Інститут знаходиться у місті Шихани-2 та має у своєму розпорядженні випробувальну базу, яка дозволяє випробовувати нові зразки озброєння та засоби РХБ захисту, а також військової техніки та екіпірування. На території інституту, в 15 корпусах знаходиться понад 40 спеціалізованих лабораторій з обладнанням для роботи з хімічною, біологічною та ядерною зброєю; в інституті працює понад 100 кандидатів і докторів наук 

## Історія
33 ЦНДВІ був створений 18 липня 1928 у Москві під назвою «Інститут хімічної оборони імені Осоавіахіма» (ІХО). Інститут був головною науковою організацією з розробки та випробування хімічної зброї в СРСР, знаходився неподалік Преображенської площі, саме йому належав випробувальний полігон у Кузьминках. У 1930-их ІХО був перейменований в НДХІ РСЧА (рос. НИХИ), а після війни, в 1946 році — в Центральний науково-дослідний військово-технічний інститут (рос. ЦНИВТИ). 
Наприкінці 1950-х інститут було вирішено перевезти з Москви до Шихан, де ще з 20-х років діяв дослідний центр з розробки хімічної зброї та знаходився хімічний полігон «Шихани». ЦНДВІ кількома ешелонами переїхав до Саратовської області 1960 року. У 1961 році головний інститут радянської військової хімії був структурно злитий з полігоном і знову, тепер востаннє, змінив назву на 33-й Центральний науково-дослідний випробувальний інститут (рос. ЦНИИИ) МО СРСР, під яким діє в структурі Міноборони Росії по сьогодні.
До складу 33 ЦНДВІ Міноборони Росії також входив 27-й науковий центр МО РФ, нині окрема установа.
За розробку хімічної зброї, а потім і її застосування під час Російсько-Української війни на інститут накладались санкції різними країнами